# Сима Аврамовић
Сима Аврамовић (Београд, 19. јул 1950) српски је правник, професор емеритус и дипломата. Бивши је декан Правног факултета Универзитета у Београду, као и тренутни амбасадор Републике Србије при Светој Столици у Ватикану.

## Биографија

### Порекло и породица
Сима Аврамовић је рођен 19. јула 1950. године у Београду. Као јединац је живео са родитељима у кући у Кнез Михаиловој улици. Отац Драгутин се родио у Врању и у Београд дошао пре Другог светског рата, а касније завршио студије економије на Универзитету у Лајпцигу и радио у Министарству финансија. Мајка Будимка је била домаћица, пореклом из Војводине. Његови родитељи нису били чланови Савеза комуниста Југославије.
У њиховом стану у Кнез Михаиловој улици, сниман је филм „Велики и мали” југословенског редитеља Владимира Погачића, 1956. године. Аврамовић је тада упознао глумца Љубомира Љубу Тадића, са којим се дружио до његове смрти и који је био његов стални гост на предавањима из реторике на Правном факултету Универзитета у Београду.

### Академска каријера
Најпре је завршио Класичну гимназију која се налазила у згради Треће београдске гимназије (тада Осме београдске гимназије).
Правни факултет Универзитета у Београду је уписао 1969. године и дипломирао у јуну 1973. године са просечном оценом 9,92. Одмах је постао стручни сарадник на предметима Општа историја државе и права и Римско право. Асистент-приправник је постао 1975. године. Магистарски рад Рано грчко право и Гортински законик је са одликом одбранио 1977. године.
Асистент је постао 1979. године. Докторирао је 1981. године са дисертацијом Еволуција слободе тестирања у античком грчком праву. Наредне године је изабран за доцента. Ванредни професор је постао 1988. године, а у звање редовног професора је изабран 1992. године.
Објавио је преко сто књига и чланака, а најзначајније књиге су Rhetorike techne – вештина беседништва и јавни наступ (Београд 2008), Исејево судско беседништво и атинско право (Београд 1988), Ars rhetorica – вештина беседништва (2002) и Упоредна правна традиција (Београд 2006).
Председник је Статутарне комисије Универзитета у Београду, оснивач првог факултетског билтена Acta Diurna, председник Фондације Алан Вотсон, председник Клуба пријатеља римског права и антике Forum Romanum, главни уредник Анала Правног факултета у Београду, програмски директор центра за беседништво Institutio oratoria и организатор националног такмичења у беседништву.
Аврамовић интензивно ради као истакнути предавач на водећим универзитетима у Грчкој, Северној Македонији, Босни и Херцеговини, Аустрији, Италији, Сједињеним Државама, Немачкој, Енглеској и Шкотској.  Његови досадашњи академски задаци укључују следеће: председник Комисије за праћење Болоње Универзитета у Београду, члан Организације за европску безбедност и сарадњу/Канцеларије за демократске институције и  Стручно веће за људска права.
Аврамовић има диплому доктора филозофије на Универзитету у Београду.  Године 1984. био је Фулбрајтов стипендиста на Универзитету Мериленд.
Говори енглески, немачки, грчки, француски, италијански, руски и српски, и зна два класична језика – старогрчки и латински.

### Политички рад
Иако се дуго није ангажовао у страначкој политици, Аврамовић је више пута поменут у публикацијама Хелсиншког одбора за људска права Соње Бисерко, где је Правни факултет Универзитета у Београду означен као "најзначајније академско упориште српског националистичког пројекта".
Сима Аврамовић лично тврди да није члан ниједне политичке партије, али је више пута отворено подржао председника Србије Александра Вучића. Аврамовићеве политичке изјаве у вези председника Вучића привукле су пажњу шире јавности и изазвале контроверзе те су често биле сардонично понављање од стране опозиционарских политичара и активиста у оквиру бројних сатиричних коментара.
Године 2018. професор Аврамовић је учествовао у предизборној кампањи Српске напредне странке на локалним изборима за Скупштину града Београда. Постао је одборник и на првој седници Скупштине града поднео оставку.
Професор Аврамовић је био председник Комисије за одликовања председника Републике Србије и председник Управног одбора Националног акредитационог тела.
Јануара 2021. постављен је за амбасадора Србије при Светој Столици у Ватикану.

## Одликовања
Носилац је Ордена  папе Пија IX, највишег одликовање које Ватикан додељује лаицима као папски витешки орден.
Фебруара 2025. додељен му је Сретњски орден.

## Дела
- Рано грчко право и Гортински законик (магистарски рад), Београд 1977, 217
- Еволуција слободе тестирања у античком грчком праву (докторска дисертација), Београд 1981, 384
- The Quantitative Analysis of the Computerised Data Bank on Disposition in Case of Death in Ancient Greek Law, University of Maryland, College Park 1984, 90 (Library of Congress Reg.No. TXY 84-170-582).
- Исејево судско беседништво и атинско право, Научна књига, Београд, 1988 (1991), ВИИИ+266; Службени лист СРЈ, Београд 2000 (2005), 270.
- Темељи модерне демократије, Избор декларација и повеља о људским правима, Нова књига, Београд. 1989, 237 (стр. 13-25, 47-57, 75-83, 97-103, 111-119, 125-133).
- Сто педесет година Правног факултета 1841-1991, Правни факултет Универзитета у Београду, Београд. 1991, 196 (коаутор и члан Редакционог одбора).
- Правна историја Старог века, Службени лист СРЈ, Београд. 1992, 138.
- Основи реторике и беседништва, Завод за уџбенике и наставна средства, Београд. 1993 (1999), 182 (коауторски са др Обрадом Станојевићем).
- Општа правна историја, I део, Досије, Београд. 1994 (1995, 1996, 1998), 159.
- Iseo e il diritto attic, Јовене едиторе, Наполи 1997, 294.
- Општа правна историја - Стари и Средњи век, Досије, Београд. 1999, 363.
- Ars rhetorica – вештина беседништва, Сл. лист СРЈ, Београд. 2002, (2003), 529,  (коауторски са О. Станојевићем).
- Општа правна историја – Нови век, Номос, Београд. 2004, 87.
- Упоредна правна традиција, Номос, Београд. 2006, 319 (коауторски са В. Станимировићем).
- Прилози настанку државно-црквеног права у Србији (Стате-Цхурцх Лањ ин Сербиа). Правни факултет – Богословски факултет – ЈП Службени гласник, Београд. 2007, 250.
- Rhetorike techne – вештина беседништва и јавни наступ Службени гласник, Едиција Правног факултета  Реторика, Београд. 2008,  526.
- Како да постанем правник – увод у студије права, (коауторски са З. Мирковићем), Београд 2010, 141.
- The Predicament of Serbian Orthodox Holy Places in Kosovo and Metohia -  Elements for a Historical, Legal and Conservational Understanding' (коаутор са Д. Ракитић, М. Менковић, В. Васић, А. Фулгоси, Б. Јокић), Београд, 2010.
- Примењена реторика – 20 година такмичења у беседништву, Београд 2014, 188.
- Rhetorike techne – вештина беседништва и јавни наступ, Службени гласник, Досије, Правни факултет у Београду, Београд, 2018,  545, измењено и допуњено издање[16]
- Konflikt und Koexistenz. Die Rechtsordnungen im 19. und 20. Jahrhundert, Bd. II – Serbien Bosnien-Herzegowina, Albanien, „The Serbian Civil Code of 1844: a Battleground of Legal Traditions“, Max-Planck-Institut für europäische Rechtsgeschichte, Frankfurt am Mein 2017, 379-482, аутор поглавља у књизи